# Rimini Rimini
Rimini Rimini è un film italiano del 1987 diretto da Sergio Corbucci. È composto da cinque episodi, non esplicitamente separati e privi di titolo, che rappresentano storie comiche di seduzione e imbrogli ambientate nella Rimini estiva.

## Trama
A Rimini si intrecciano varie storie di seduzione e imbrogli.
Ermenegildo "Gildo" Morelli è un pretore in vacanza che, da severo difensore del buon costume e assolutamente contrario alla pornografia, viene sedotto dall'avvenente Lola e dal suo seno prosperoso, per la quale arriva a fare follie; lo scopo di Lola è vendicarsi di lui perché in passato le aveva fatto chiudere un locale hard. Ci riesce ma poi accade l'impensabile.
Ci sono poi i tre fratelli Bovi che fanno di tutto per riportare il sorriso sulle labbra della loro sorella Noce, vedova di un disperso in mare che però ricompare nel peggiore dei momenti, proprio quando stava avendo un flirt con un simpatico attore.
C'è la vicenda di Liliana: una sua amica tenta di spingerla fra le braccia di un culturista, che non pensa ad altro che ai propri muscoli ed alla sua palestra, finendo invece sedotta e ricattata da Pio, il dodicenne figlio dell'amica Simona, dopo essersi avventurata con un frenetico romagnolo e uno sciupafemmine impotente.
Un giovane prete conosce una suora straniera sul suo motoscafo; quest'ultima cerca di sedurlo dopo essere stata assalita dalle meduse.
Infine c'è Gianni che, sperando di convincere un ricco ingegnere a firmare un contratto per portare a buon termine un importante affare, ingaggia una prostituta spacciandola per sua moglie, con l'obiettivo di sedurre l'ingegnere.

## Distribuzione
La versione cinematografica dura 114 minuti ed è stata pubblicata in home video in VHS, DVD e Blu-ray. Una versione televisiva più lunga, della durata di 170 minuti, è stata trasmessa per la prima volta da Canale 5, in due serate, il 21 e 22 maggio 1989 ed è stata pubblicata in DVD nel 2024. In TV è stata trasmessa inoltre una versione accorciata (ma comunque più lunga di quella cinematografica) della durata di 143 minuti.

## Accoglienza
Il film, uscito nei cinema il 26 febbraio 1987, ebbe successo al botteghino e registrò un incasso pari a 2.876.906.000 lire.

## Colonna sonora

### Tracce
- Rimini Splash Down, dei Righeira;
- Champagne, di Peppino di Capri;
- Concerto popolare, di Raoul Casadei;
- Con te, di Giuni Russo;
- Così non va, Veronica, di Edoardo Bennato;
- Duetto, di Pippo Caruso;
- Kalimba de Luna, di Tony Esposito;
- E la luna bussò, di Loredana Bertè;
- Il clarinetto, di Renzo Arbore;
- Innamorarsi in riviera, di Raoul Casadei;
- Kangarù, di Lorella Cuccarini;
- Love and Sunshine, dei Time Out;
- Nell'aria c'è, di Umberto Tozzi;
- Pagaia, di Tony Esposito;
- Showing Out, di Mel & Kim;
- Sinuè, di Tony Esposito;
- Sole sole, di Eugenio Bennato;
- Splendido, di Raoul Casadei;
- Touch Me, di Samantha Fox;
- The Captain Of Her Heart, dei Double;
- Valzer Naif, di Raoul Casadei;
- Waves, di Schirone;
- I Love You, dei Fratelli La Bionda;
- Vamos a la playa, dei Righeira;
- Easy Lady, di Ivana Spagna;
- Run to Me, di Tracy Spencer;
- Let Me In, di Mike Francis.

## Sequel
Nel 1988 venne distribuito il seguito Rimini Rimini - Un anno dopo.